# Municipio Chanal
Koordinaten: 16° 39′ N, 92° 13′ W
Chanal ist ein Municipio im Zentrum des mexikanischen Bundesstaats Chiapas. Das Municipio hat etwa 10.800 Einwohner und eine Fläche von 408,1 km². Verwaltungssitz und größter Ort des Municipios ist das gleichnamige Chanal.
Der Name der Gemeinde bedeutet „Weiser, der lehrt“. 

## Geographie
Das Municipio Chanal liegt im Zentrum des mexikanischen Bundesstaats Chiapas auf Höhen zwischen 1100 m und 2800 m. Es zählt zur Gänze zur physiographischen Provinz der Sierra Madre de Chiapas und liegt gänzlich in der hydrologischen Region Grijalva-Usumacinta. Die Geologie des Municipios wird zu 92 % von Kalkstein bestimmt; vorherrschender Bodentyp ist der Luvisol (89 %). Etwa 64 % der Gemeindefläche sind bewaldet, 21 % werden von Weideland eingenommen, 14 % dienen dem Ackerbau.
Das Municipio Chanal grenzt an die Municipios Huixtán, Las Margaritas, Oxchuc, Altamirano, Amatenango del Valle, San Cristóbal de las Casas und Comitán de Domínguez.

## Bevölkerung
Beim Zensus 2010 wurden im Municipio 10.817 Menschen in 1.773 Wohneinheiten gezählt. Davon wurden 9.638 Personen als Sprecher einer indigenen Sprache registriert, davon 8.841 Sprecher des Tzeltal. Gut 34 Prozent der Bevölkerung waren Analphabeten. 2.715 Einwohner wurden als Erwerbspersonen registriert, wovon über 78 % Männer bzw. 0,07 % arbeitslos waren. Knapp 70 % der Bevölkerung lebten in extremer Armut.

## Orte
Das Municipio Chanal umfasst 16 bewohnte localidades, von denen nur der Hauptort vom INEGI als urban klassifiziert ist. Vier der Orte wiesen beim Zensus 2010 eine Einwohnerzahl von über 500 auf, fünf Orte hatten weniger als 100 Einwohner. Die größten Orte sind:
| Ort        | Einwohner |
| Chanal     | 7008      |
| Siberia    | 0954      |
| Natiltón   | 0685      |
| Tzajalnich | 0550      |